# Östnyland (tidning)
Östnyland (ÖN) var en obunden lokal svenskspråkig dagstidning som gavs ut i östra halvan av landskapet Nyland i Finland. Tidningen hade sitt huvudsäte i Borgå stad och hade hela svenskbygden öster om Helsingfors som sitt bevakningsområde.
Strax efter årsskiftet 2014/2015 slogs, på grund av tidningskrisen, de två finlandssvenska dagstidningarna Borgåbladet (Finlands tredje äldsta tidning) och Östra Nyland samman till en ny tidning med namnet Östnyland. Den 13 januari 2015 utkom det första numret av såväl papperstidningen Östnyland som dess digitala utgåvor. Papperstidningen kom ut fem dagar i veckan (måndag–fredag) fram till den 2 december 2016, då tidningen övergick till tvådagarstidning (tisdagar och fredagar). I samband med övergången till tvådagarstidning blev den en utpräglad lokaltidning, så att all inrikes- och utrikesnyhetsmaterial försvann ut ur tidningens utbud. I januari 2024 meddelade tidningen att den kommer att byta namn tillbaka till Borgåbladet före sommaren.
Upplagan låg år 2015 på cirka 8 500 exemplar.
Tidningen Östnyland ingick i KSF Media Ab, en finlandssvensk mediekoncern som även ger ut fyra andra dagstidningar i landskapet Nyland. I medieföretaget KSF Media var föreningen Konstsamfundet majoritetsägare fram till 2023. I juni 2023 meddelades det att svenskt bolag Bonnier News blev majoritetsägare i KSF Media som hade tidigare ägts i sin helhet av Konstsamfundet. Förutom Östnyland ger KSF Media ut också tidningar Västra Nyland och Hufvudstadsbladet.
År 2024 meddelade tidningen att den byter namn tillbaka till Borgåbladet. Namnändringen blev faktum i april 2024.

## Östnylandsdigitala utgåvor
Östnylands papperstidning utkommer i sin helhet också som e-tidning. Därtill utkommer tidningen dagligen, med aktuella lokala nyhetsartiklar, som webbtidning.

## Chefredaktörer
| Micaela Röman | 2015–2016 |
| Helén Kurri   | 2016–     |

## Ansvarig utgivare
Den 21 april 2016 tillträdde Susanna Ilmoni tjänsten som ansvarig utgivare. Susanna Ilmoni var tillika ansvarig utgivare för samtliga tidningshus inom koncernen KSF Media.